# Gnathoxys
Gnathoxys es un género de coleópteros adéfagos de la familia Carabidae. 

## Especies
Relación de especies:
- Gnathoxys barbatus MacLeay, 1864
- Gnathoxys cicatricosus Reiche, 1842
- Gnathoxys crassipes Sloane, 1898
- Gnathoxys foveatus MacLeay, 1863
- Gnathoxys granularis Westwood, 1842
- Gnathoxys humeralis MacLeay, 1864
- Gnathoxys insignitus MacLeay, 1864
- Gnathoxys irregularis Westwood, 1842
- Gnathoxys macleayi Putzeys, 1868
- Gnathoxys murrumbidgensis MacLeay, 1865
- Gnathoxys obscurus Reiche, 1842
- Gnathoxys pannuceus Guthrie, 2007
- Gnathoxys punctipennis MacLeay, 1873
- Gnathoxys submetallicus MacLeay, 1864
- Gnathoxys sulcicollis Sloane, 1910
- Gnathoxys tesselatus MacLeay, 1864
- Gnathoxys westwoodi Putzeys, 1868